# Distrito electoral de Hendricks (condado de Otoe, Nebraska)
Hendricks (en inglés: Hendricks Precinct) es un distrito electoral ubicado en el condado de Otoe en el estado estadounidense de Nebraska. En el Censo de 2010 tenía una población de 432 habitantes y una densidad poblacional de 4,63 personas por km².

## Geografía
Hendricks se encuentra ubicado en las coordenadas 40°34′10″N 96°24′32″O / 40.56944, -96.40889. Según la Oficina del Censo de los Estados Unidos, Hendricks tiene una superficie total de 93.31 km², de la cual 93.23 km² corresponden a tierra firme y (0.09%) 0.09 km² es agua.

## Demografía
Según el censo de 2010, había 432 personas residiendo en Hendricks. La densidad de población era de 4,63 hab./km². De los 432 habitantes, Hendricks estaba compuesto por el 95.83% blancos, el 2.55% eran afroamericanos, el 0% eran amerindios, el 0.46% eran asiáticos, el 0% eran isleños del Pacífico, el 0.23% eran de otras razas y el 0.93% pertenecían a dos o más razas. Del total de la población el 0.46% eran hispanos o latinos de cualquier raza.